# Tierpfleger
Tierpfleger ist in Deutschland, Österreich und der Schweiz eine Berufsbezeichnung und die Bezeichnung für den dazugehörigen staatlich anerkannten Ausbildungsberuf. Das Aufgabengebiet umfasst im Allgemeinen die fach- und artgerechte Pflege, Betreuung und Versorgung von Tieren in z. B. Zoos, Forschungseinrichtungen, Zuchtbetrieben, Tierheimen und Tierpensionen. Die Arbeitszeiten sind unregelmäßig und umfassen auch Wochenend- und Feiertagsdienste.
Die Berufsausbildung gliedert sich in Deutschland und der Schweiz in drei Fachrichtungen. In Österreich wird ein Schwerpunkt gesetzt, welcher an die drei Fachrichtungen angelehnt ist.

## Berufsbild und Fachrichtungen
Das Berufsbild differenziert sich in drei Tätigkeitsfelder, die auch den Fachrichtungen der Berufsausbildung entsprechen:

### Forschung und Klinik
Die Tätigkeitsschwerpunkte liegen auf der Zucht, Pflege und Betreuung von Versuchstieren und der Pflege von kranken oder verletzten Tiere. Zudem wirken Tierpfleger dieses Bereiches bei Untersuchungen und Behandlungen mit und reinigen und desinfizieren die Tierunterkünfte. Typische Betriebe sind Forschungslaboratorien, Universitätskliniken, Hochschulen sowie Tierkliniken und Tierarztpraxen.
„Forschung und Klinik“ ist auch die Bezeichnung der Fachrichtung der deutschen Berufsausbildung für diesen Ausbildungsbereich. In der Schweiz heißt die Fachrichtung „Forschungstiere“.

### Zootierpflege
Das Aufgabengebiet umfasst in diesem Tätigkeitsfeld unter anderem die Beschäftigung der Tiere nach Gesichtspunkten des Behavioral Enrichment, ihre Versorgung, Betreuung sowie die Einrichtung und Pflege der Unterkünfte. Im Rahmen der Erhaltung bedrohter Tierarten kommt auch hier eine Tätigkeit im Bereich Zucht/Aufzucht infrage. Zudem wirken Tierpfleger dieser Fachrichtung auch bei der Besucherbetreuung und Öffentlichkeitsarbeit mit. Die Unterstützung tierärztlicher Maßnahmen ist ebenfalls ein Teil des Arbeitsfeldes.
Zootierpfleger arbeiten in zoologischen Gärten, Naturparks, Tier- und Wildgehegen sowie bei Betreibern von Aquarien und Terrarien.
„Zoo“ ist auch die Bezeichnung der Fachrichtung der deutschen Berufsausbildung für dieses Tätigkeitsfeld. In der Schweiz wird sie mit „Wild- und Zootiere“ betitelt.

### Tierheim- und Pensionstierpflege
Tierpfleger dieses Fachbereiches haben ihren Schwerpunkt in der Pflege, Haltung und Versorgung der ihnen anvertrauten Tiere sowie in der Kunden- und Besucherbetreuung. Das Erziehen von Hunden fällt ebenso in diesen Bereich wie die Öffentlichkeitsarbeit und Verwaltung. Absolventen dieses Ausbildungszweigs finden vorwiegend Anstellung in Tierheimen, Tierpensionen und Hundeschulen.
„Tierheim und Tierpension“ ist auch die Bezeichnung der Fachrichtung der deutschen Berufsausbildung. In der Schweiz heißt sie „Haustiere“.

## Ausbildung
In Deutschland und Österreich ist für die Ausbildung zum Tierpfleger der Abschluss eines Ausbildungsvertrages mit einem Ausbildungsbetrieb erforderlich. Für die Fachrichtung Zoo bieten alle größeren Zoos bzw. Tiergärten sowie manche Wildparks Ausbildungsplätze an. Viele Tierheime sowie manche Tierpensionen für Hunde und Katzen, aber auch für Pferde oder andere Heimtiere bieten Ausbildungsplätze der Fachrichtung Tierheim und Tierpension an. Schließlich kann man auch einen Ausbildungsplatz der Fachrichtung Forschung und Klinik abschließen, entweder an einer Klinik für Großtiere oder Heimtiere/Kleintiere bzw. einer Forschungseinrichtung mit Tierhaltung (z. B. Institute an Universitäten).
Allgemein umfasst die Ausbildung Grundkenntnisse der Anatomie von Tieren sowie den Erwerb von Kenntnissen über Haltung, Ernährung, Pflege und Transport von Tieren. Tier- und Umweltschutz, sowie entsprechende Rechtsvorschriften sollen vermittelt werden, ebenso Grundlagen des Arbeitsschutzes und der Arbeits- und Betriebsorganisation.

### Deutschland
Der Ausbildungsberuf Tierpfleger ist im Berufsbildungsgesetz (BBiG) geregelt. Die dreijährige duale Ausbildung mit Fachrichtungen findet im Ausbildungsbetrieb und in der Berufsschule statt. Im dritten Ausbildungsjahr erfolgt eine Spezialisierung in eine der drei oben aufgeführten Fachrichtungen. Nach ungefähr der Hälfte der Ausbildung führt die zuständige IHK (Industrie- und Handelskammer) eine Zwischenprüfung durch. Die Ausbildung wird nach drei Jahren mit einer praktischen Fertigkeitsprüfung sowie einer bundeseinheitlichen schriftlichen Kenntnisprüfung abgeschlossen. Tierpfleger können während ihrer Arbeit Fähigkeiten und Wissen ansammeln, das sie zur Beförderung zum Reviertierpfleger qualifiziert.

### Österreich
Der Lehrling wird ebenfalls drei Jahre im dualen System ausgebildet. Voraussetzung für den Beginn der Lehre ist das Absolvieren der neun Pflichtschuljahre. Die meisten Lehrlinge besitzen aber einen Abschluss der Hauptschule und/oder Polytechnischen Schule. Abhängig vom Ausbildungsbetrieb wird ein Schwerpunkt in einem der drei oben genannten Tätigkeitsbereiche gesetzt. Die Ausbildung wird mit der Lehrabschlussprüfung abgeschlossen. Eine Meisterprüfung ist nicht vorgesehen. Für Höherqualifizierungen an Kollegs, Fachhochschulen und Universitäten braucht man in Österreich meistens die Berufsmatura (Berufsreifeprüfung), die sich aus der Lehrabschlussprüfung und vier weiteren Prüfungen zusammensetzt.

### Schweiz
Die Ausbildung zum/zur Tierpfleger/in EFZ (französisch Gardien d’animaux CFC, italienisch Guardiano di animali AFC) dauert drei Jahre. Die angebotenen Fachrichtungen sind Heimtiere, Versuchstiere und Wildtiere.

## Fortbildung (Deutschland)
Zur beruflichen Fortbildung besteht die Möglichkeit, für alle drei Fachrichtungen den Meisterbrief zu erwerben.